# Żółkiew-Kolonia
Żółkiew-Kolonia (prononciation : [ˈʐuu̯kʲɛf kɔˈlɔɲa]) est un village polonais de la gmina de Żółkiewka dans le powiat de Krasnystaw de la voïvodie de Lublin dans l'est de la Pologne.
Il se situe à environ 2 kilomètres au sud-ouest de Żółkiewka (siège de la gmina), 27 kilomètres au sud-ouest de Krasnystaw (siège du powiat) et 43 kilomètres au sud-est de Lublin (capitale de la voïvodie).
Le village comptait approximativement une population de 340 habitants en 2006.

## Histoire
De 1975 à 1998, le village est attaché administrativement à la Voïvodie de Zamość.

Depuis 1999, il fait partie de la nouvelle voïvodie de Lublin.